# آناتولی کیناک
آناتولی کیناک (اوکراینی: Анатолій Кирилович Кінах؛ زادهٔ ۴ اوت ۱۹۵۴) سیاستمدار اهل اوکراین است. وی از ۲۹ مه ۲۰۰۱ تا ۲۱ نوامبر ۲۰۰۲ نخست‌وزیر این کشور بود.